# Instituto-Escuela Sección Retiro

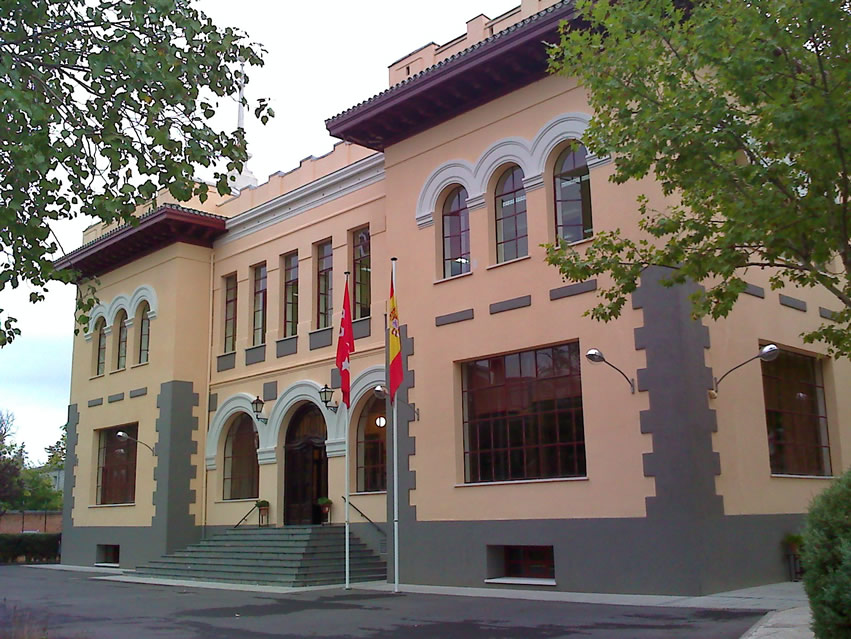
Edificio Instituto-Escuela Sección Retiro

El Instituto-Escuela Sección Retiro fue parte de un experimento pedagógico creado en 1918 para reformar y modernizar la enseñanza secundaria española. Sus objetivos fundamentales fueron actualizar los contenidos y los métodos pedagógicos y formar al profesorado que debía poner después en práctica el modelo resultante en otros centros. Para tener más autonomía en su labor experimental, el Instituto-Escuela estuvo dirigido por la Junta para Ampliación de Estudios e Investigaciones Científicas, presidida entonces por Santiago Ramón y Cajal.
La Sección Retiro estuvo en funcionamiento desde 1928 hasta 1936. Con el estallido de la guerra civil, el Instituto-Escuela dejó de funcionar y el edificio de la Sección Retiro fue ocupado por un destacamento militar. En 1939 el centro se reabrió con el nombre de Instituto Isabel la Católica.

## Historia
A principios del siglo XX, la enseñanza española tenía que modernizarse y adecuarse a los cambios sociales y económicos además de responder a los ideales de europeización y progreso impulsados por los regeneracionistas. Estas fueron las circunstancias que llevaron al Ministerio de Instrucción Pública a crear en 1918 el Instituto-Escuela como laboratorio pedagógico para la reforma de la Enseñanza Secundaria en España. El proyecto contemplaba una experiencia pedagógica que se haría en un centro de nueva creación, de manera que, una vez probada la eficacia de su sistema de enseñanza, el modelo debería extenderse al resto de los institutos españoles. Esta experiencia pedagógica se sometió a la dirección de la Junta para la Ampliación de Estudios (JAE) responsable toda una serie de laboratorios e instituciones desde las que promovía la modernización de la ciencia y la cultura españolas.
En 1918, por Real Decreto del 10 de mayo abrió sus puertas en Madrid el Instituto Escuela, provisionalmente en unos locales alquilados al Instituto Internacional en la calle Miguel Ángel, nº 8. Al ser el Instituto Internacional un centro docente norteamericano que se dedicaba exclusivamente a la enseñanza femenina, a partir de 1920 los alumnos varones tuvieron que trasladarse a un pabellón de la Residencia de Estudiantes, conformándose así la sección Hipódromo del Instituto-Escuela, quedándose en la calle Miguel Ángel solo las alumnas.
Como el Instituto Escuela debía tener una espacio propio, la Junta decidió construir un edificio junto al parque del Retiro, en un entorno natural y aislado. El edificio fue inaugurado en 1928 como sede de la denominada Sección Retiro del Instituto Escuela. Con la llegada de la Segunda República, la enseñanza se hizo mixta y, a partir de entonces, los alumnos y las alumnas convivieron en las dos secciones del Instituto-Escuela.

## Principios y métodos pedagógicos
El Instituto-Escuela contó desde el primer momento con un plan de estudios propio, con una metodología basada en la enseñanza activa y con unos profesores seleccionados previamente por la Junta entre catedráticos de instituto, en función de sus méritos profesionales y de la aceptación de unos principios y métodos educativos nuevos. El Instituto-Escuela, además de cumplir con un fin específicamente docente, también sirvió como centro de formación del profesorado -toda una novedad entonces-, donde los llamados profesores aspirantes al magisterio secundario debían conocer la pedagogía más avanzada para llevarla a la práctica en las clases.
Los referentes inmediatos para la creación y el funcionamiento del Instituto-Escuela fueron la Institución Libre de Enseñanza y las corrientes más modernas de la pedagogía europea. Con estos referentes y contando con su propia experiencia educativa, el Instituto-Escuela logró a lo largo de sus dieciocho años de vida (1918-1936) lo que todavía hoy distingue a un sistema de enseñanza a la altura de nuestro tiempo: la educación integral, la primacía del razonamiento sobre el aprendizaje memorístico, la atención a las ciencias experimentales y a los idiomas, y la participación de los padres y el protagonismo de los alumnos en el proceso educativo.

## Profesores y alumnos

### Profesores destacados
Los profesores del Instituto-Escuela pertenecían al cuerpo de catedráticos de Enseñanza Secundaria y habían sido seleccionados por la JAE por sus méritos académicos y sus simpatías con las corrientes pedagógicas modernas. Casi todos completaron su formación académica y pedagógica en instituciones educativas europeas.
Profesores titulares
- Francisco Barnés Salinas (1877-1947), historiador
- Juan Dantín Cereceda (1881-1943), geógrafo
- José Augusto Sánchez Pérez (1882-1958), matemático
- Francisco Benítez Mellado (1883-1962), pintor
- Luis Crespí Jaume (1889-1963), botánico
- Samuel Gili Gaya (1892-1976), lingüista
- Miguel Catalán (1894-1957), físico
- Manuel de Terán (1904-1984), geógrafo
- Jaime Oliver Asín (1905-1980), lingüista

Profesores aspirantes (en formación)
- Enrique Lafuente Ferrari (1898-1985), historiador del arte
- José Camón Aznar (1898-1979), historiador del arte
- Ángel Valbuena Prat (1900-1977), filólogo
- María Zambrano (1904-1991), filósofa
- Carlos Vidal Box (1906-1972), geólogo[4]
- José María Lacarra (1907-1987), historiador
- Germán Ancochea Quevedo (1908-1981), matemático
- Pilar Lago Couceiro (1900-1984), filóloga[5]
- Juan Cuesta Ucelay (biólogo marino)

Alumnos destacados
Muchos de los alumnos del Instituto-Escuela eran hijos de la burguesía ilustrada que simpatizaban con las novedades educativas de la institución. La mentalidad progresista de los padres explica que en el Instituto-Escuela estudiaran casi la misma proporción de alumnas que de alumnos, cuando en los otros institutos madrileños el porcentaje de alumnas que estudiaban Secundaria no llegaba al veinte por ciento.
- Julio Caro Baroja (antropólogo)
- José Ortega Spottorno (fundador del periódico El País)
- Álvaro D'Ors Pérez (catedrático de Derecho)
- Gonzalo Menéndez Pidal (historiador)
- Francisco Bernis Madrazo (cofundador de la SEO)
- Emilio Garrigues Díaz-Cañabate (diplomático)[6]
- Arturo Ruiz Castillo (director de cine y teatro)
- Nicolás Cabrera Sánchez (físico)
- Francisco Giral González (físico)
- José Mª Bravo (piloto de guerra y catedrático de filología)
- Álvaro Muñoz Custodio (dramaturgo)
- Carmen Bravo-Villasante (escritora)
- Sofía Martín Gamero (filóloga)
- Aurora Villa Olmedo (deportista y oftalmóloga)
- Matilde Ucelay Maortua (primera arquitecta de España)
- Carmen de Zulueta Cebrián (profesora en Harvard)
- Aurora Bautista (actriz)

## Patrimonio
El patrimonio histórico del Instituto-Escuela Sección Retiro está constituido por el edificio, el archivo, la biblioteca y los laboratorios.

### Edificio
Proyectado por Francisco Javier Luque, arquitecto con una amplia experiencia en construcciones escolares, puesto que, entre otras realizaciones, en 1915 se había encargado de completar el conjunto de edificios de la Residencia de Estudiantes iniciado por Antonio Flórez.

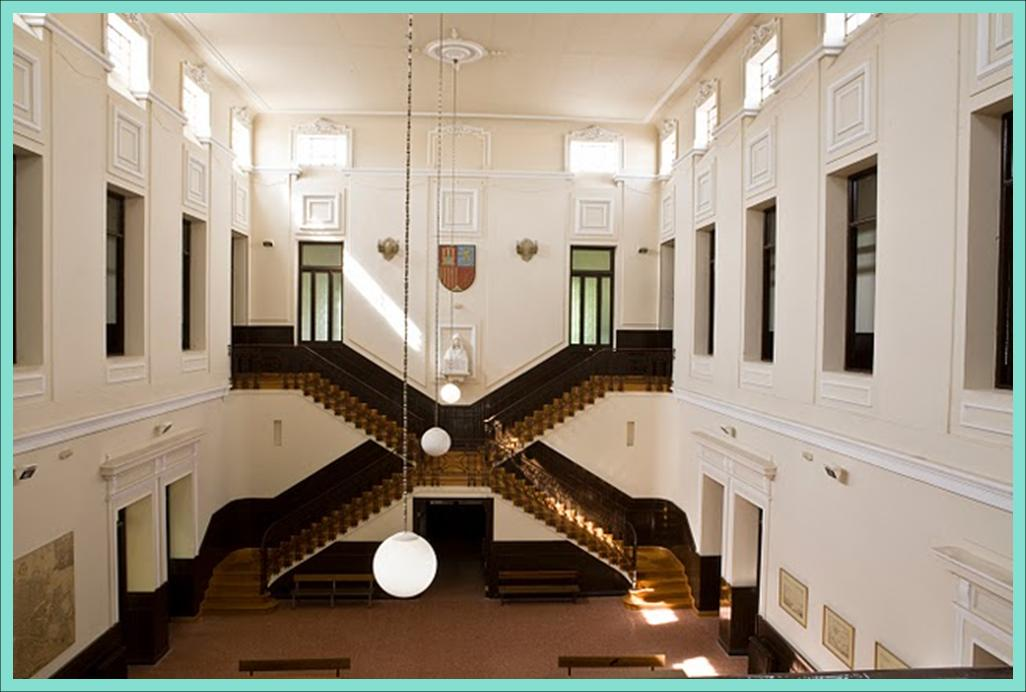
Vestíbulo del edificio histórico

La ubicación del edificio de la Sección Retiro respondía al ideal de las Escuelas Nuevas europeas, que propugnaban el contacto del alumno con la naturaleza. En la arquitectura, F.J. Luque se hace eco del modelo de construcción escolar preconizado por la Institución Libre de Enseñanza, conjugando lo tradicional y popular en el exterior con lo funcional en el interior. El edificio, con cuatro torreones en las esquinas, tiene dos plantas y un sótano. Las aulas son relativamente pequeñas, porque están pensadas para un número de alumnos no superior a treinta, pero a cambio tienen grandes ventanas de desarrollo vertical que contribuyen a su perfecta iluminación y salubridad. Los laboratorios ocupan una superficie mucho más grande que las propias aulas, dada la importancia que tuvo la enseñanza de las ciencias experimentales en el proyecto educativo del Instituto-Escuela. El vestíbulo es también de grandes dimensiones y fue concebido como un espacio polivalente para celebrar todo tipo de reuniones y actos culturales. Por lo demás, el edificio está rodeado de un amplio espacio que servía como campo de deportes y para las prácticas de las materias de Agricultura y Biología. Pese a los años transcurridos desde que se inauguró, la construcción apenas ha sufrido alteraciones y se conserva en muy buen estado.

### Archivo
La documentación del Instituto-Escuela, depositada en la Secretaría del instituto Isabel la Católica, consta de 901 expedientes y 128 fichas de alumnos matriculados entre 1918 y 1936; 11 libros de calificaciones trimestrales entre los cursos 1925-1926 y 1934-1935; 1 libro de actas de reuniones de profesores celebradas entre 1933 1936; 1 libro de registro de los libros de la biblioteca y varios documentos de menor importancia en los que, por ejemplo, se hacen constar las faltas de asistencia a clase de los profesores y se consignan tasas pagadas por los alumnos. Toda esta documentación ha sido debidamente digitalizada y catalogada.

### Biblioteca
El fondo conservado de la biblioteca del Instituto-Escuela reúne alrededor de 1.500 volúmenes, de los cuales 339 son libros en francés, 132 en alemán, 41 en inglés, 3 en italiano, 67 en latín y 1 en catalán, todos ellos con el sello del instituto. Además de estos libros, hay otros que carecen del sello, pero que se incluyen en el fondo de la biblioteca por ser obras dedicadas por sus autores al Instituto-Escuela, por tener escrito el nombre de alumnos que aparecen en los expedientes del archivo, porque guardan relación con el centro por su temática pedagógica o bien porque en ellas colaboran algunos profesores aspirantes como prologuistas o traductores. La biblioteca histórica, dispone también de una pequeña colección de 64 placas de cristal de Historia del Arte, así como de 14 mapas antiguos.

### Los laboratorios y el material científico

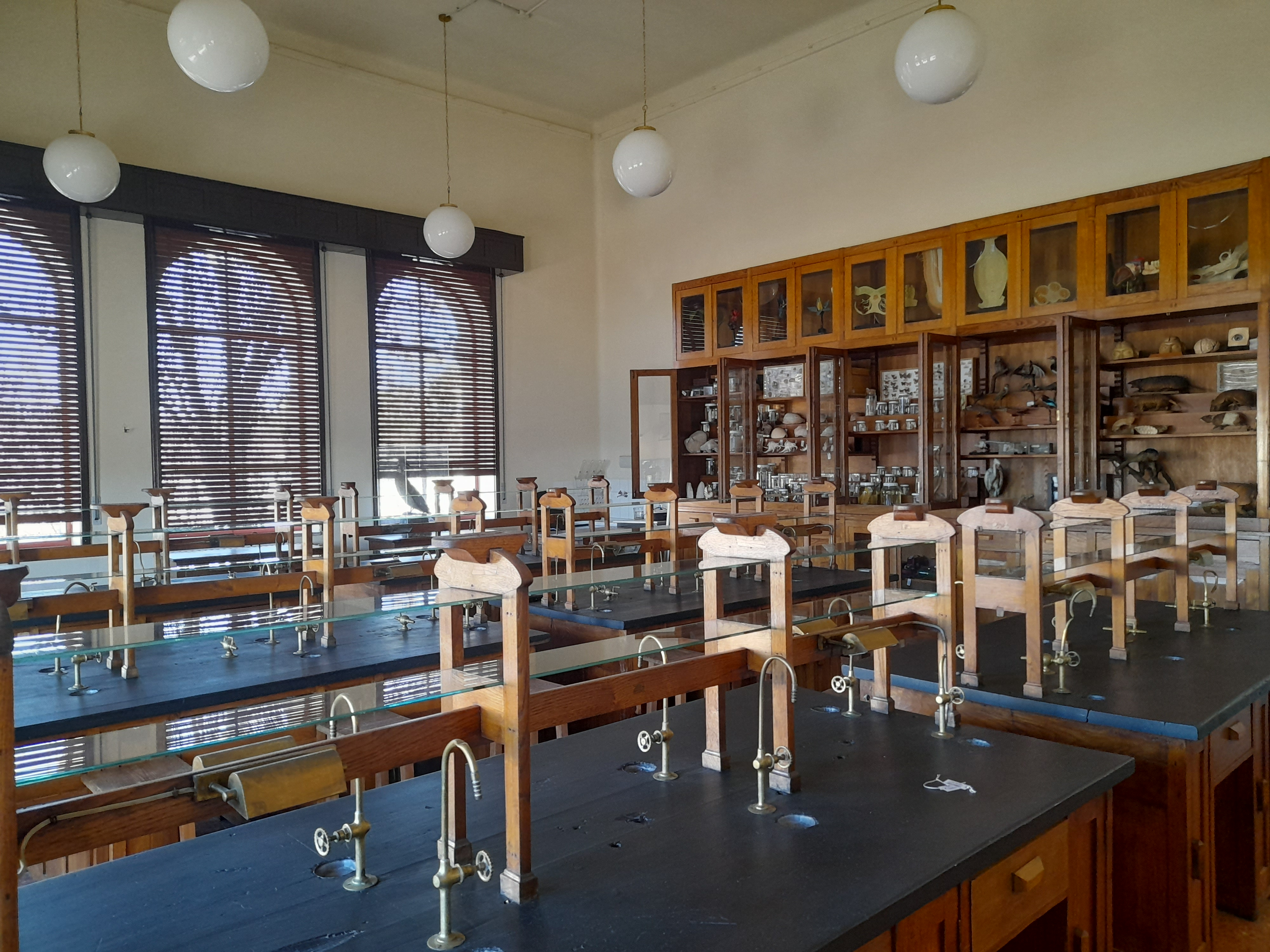
Laboratorio histórico de Biología

Las innovaciones pedagógicas urgían a que los centros docentes se dotaran de espacios nuevos como los laboratorios, para que los alumnos, aplicando el método científico-experimental, pudieran observar los fenómenos naturales y reproducir las leyes de la naturaleza. Esto explica que los laboratorios del Instituto-Escuela se diseñaran de forma distinta a los tradicionales gabinetes de Historia Natural, porque los métodos de enseñanza ya eran otros y la Biología y la Geología se entendían como dos ciencias bien diferenciadas. Así pues, no tiene nada de extraño que los alumnos del Instituto-Escuela realizaran las prácticas de Historia Natural en dos laboratorios, uno de Biología y otro de Geología.

## Difusión y puesta en valor del patrimonio escolar

#### Exposiciones
El material del Instituto-Escuela Sección Retiro ha participado en varias exposiciones:
- En 2007: El laboratorio de España. La Junta para Ampliación de Estudios e Investigaciones Científicas 1907-1939, exposición conmemorativa del centenario de la mencionada institución, celebrada en la Residencia de Estudiantes. Catálogo con el mismo título. Referencia al Instituto-escuela en el catálogo pp. 381-431
- En 2015-2016: El Maestro de la España Moderna. Francisco Giner de los Ríos y la Institución Libre de Enseñanza, celebrada en la Fundación Giner de los Ríos
- En 2018-2019: Ciencia e innovación en las aulas. Centenario del Instituto-Escuela, que tuvo tres sedes, la primera el Museo Nacional de Ciencias Naturales (del 30 de octubre de 2018, al 27 de enero de 2019), la segunda en la Biblioteca Eugenio Trias (situada en el Parque del Retiro de Madrid, del 1 de febrero al 10 de marzo de 2019l) y la tercera en la Biblioteca Central de la UNED (Madrid, del 29 de octubre al 11 de diciembre de 2019). Catálogo con el mismo título.[9]
- En 2019-2020: Laboratorios de la nueva educación. En el centenario del Instituto-Escuela, con sede en la Fundación Giner de los Ríos. Catálogo con el mismo título. (Fotos de los catálogos?)

#### Visitas guiadas
Semana de la Ciencia. Desde 2007, con motivo de la Semana de la Ciencia que convoca anualmente en el mes de noviembre la Comunidad de Madrid, se organizan visitas guiadas para cualquier persona interesada en el patrimonio histórico del Instituto-Escuela. Estas visitas han permitido incrementar el patrimonio con aportaciones de hijos de antiguos alumnos del Instituto-Escuela y de antiguas alumnas del Isabel la Católica.

#### Participación en asociaciones y programas
CEIMES (Ciencia y educación en los institutos madrileños de enseñanza secundaria). El instituto Isabel la Católica participó entre 2008 y 2012 en este programa de investigación, promovido por la dirección General de Universidades e Investigación de la Comunidad de Madrid, para recupera y difundir el patrimonio de los institutos históricos madrileños.
Jornadas de Institutos Históricos. Las Jornadas de los Institutos históricos, que se vienen celebrando con periodicidad anual desde julio de 2007, sirven para difundir el patrimonio conservado en el Instituto Isabel la Católica y para intercambiar experiencias con otros institutos que desarrollan las mismas actividades de recuperación patrimonial. En 2010, se creó una asociación para darle a las Jornadas un carácter institucional.
SEPHE (Sociedad Española para el Estudio del Patrimonio Histórico-Educativo). A través de las actividades y jornadas de esta asociación, se difunde el patrimonio en el ámbito de la investigación y en el universitario.
Mentoractúa. Entre 2017 y 2019, la Dirección General de Innovación de la Comunidad de Madrid desarrolló un programa para dar a conocer el patrimonio de los institutos históricos madrileños.

## Uso didáctico del patrimonio escolar del Instituto-Escuela Sección Retiro

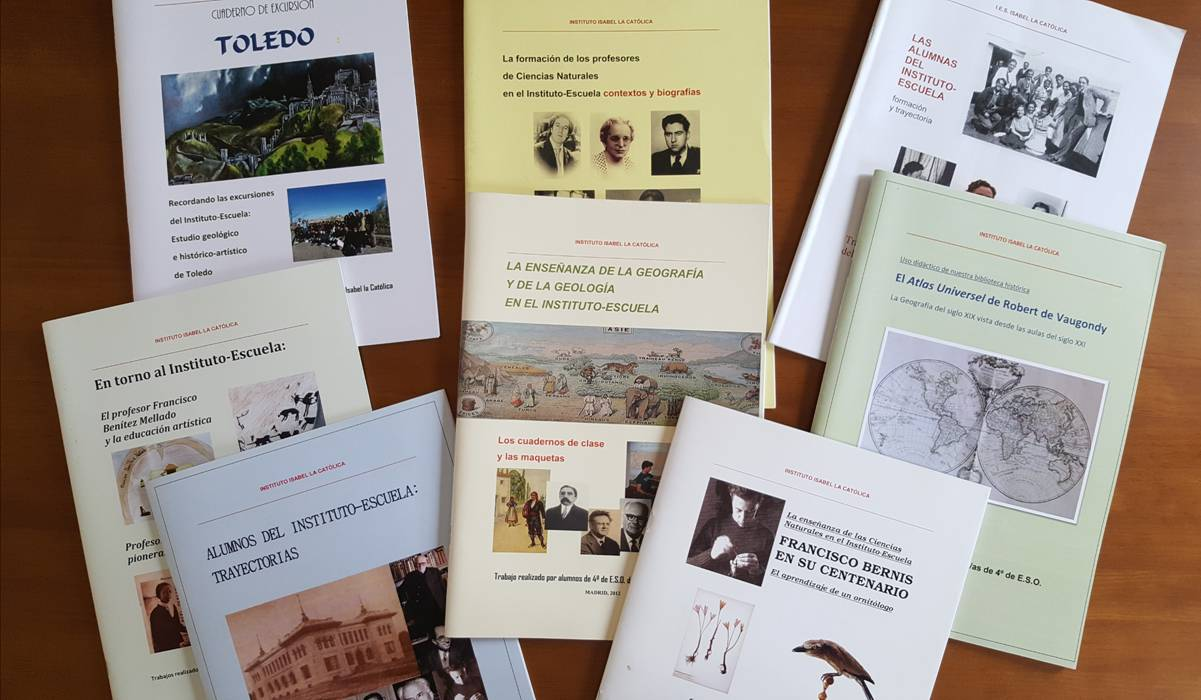
Trabajos escolares sobre el patrimonio histórico escolar

Uno de los objetivos que se ha propuesto el instituto Isabel la Católica con la recuperación de su patrimonio histórico ha sido el de su utilización didáctica, con el fin de que los profesores y alumnos de este centro lo conozcan, lo valoren y contribuyan a preservarlo. Conocer y valorar su patrimonio equivale a comprender el significado que tuvo el Instituto-Escuela en el progreso educativo de nuestro país. Para conseguir el objetivo señalado, profesores de diversos departamentos (Geografía e Historia, Biología y Geología, Dibujo, Informática, Inglés, Alemán y Educación Física) han programado desde el curso 2009-2010 una serie de proyectos didácticos de carácter interdisciplinar, desarrollados a lo largo de cada curso, utilizando como fuentes el archivo, las memorias bianuales, los cuadernos escolares, los libros y el material científico del Instituto-Escuela que conservamos. Los trabajos realizados por los alumnos se han publicado al final de cada curso en una revista monográfica de difusión interna en nuestro instituto y en su página web.